# Fiodorowskoje (obwód leningradzki)
Fiodorowskoje (ros. Фёдоровское) – osiedle typu miejskiego w Rosji, w obwodzie leningradzkim, w rejonie tosnieńskim. W 2010 liczyło 2906 mieszkańców.